# Urceolella iridis
Urceolella iridis är en svampart som beskrevs av Rea 1920. Urceolella iridis ingår i släktet Urceolella och familjen Hyaloscyphaceae.   Inga underarter finns listade i Catalogue of Life.